# ごきげん歌に乾杯!
『ごきげん歌に乾杯!』（ごきげん うたに かんぱい）は、NHKラジオ第1で2013年4月24日から2016年3月30日まで放送された音楽バラエティ番組である。

## 概要
総合テレビ『コロッケぱらだいす ごきげん歌謡笑劇団』の関連スピンオフ番組である。
演歌・歌謡曲ファンを対象に、歌手を招き、司会者とのトークを交えながら、自身の代表曲を語ってもらう。
『歌謡笑劇団』は、従前月1回1時間13分枠で放送され、劇場公演さながらに前半は一幕の芝居、後半は歌や演芸などの様々なコーナーが展開されたが、2013年度改編で放送枠が30分減少した。これを補うために新設されたものである。よって収録は『歌謡笑劇団』と合わせて行われており、編成の都合で4回目以降はラジオのほうが先行して放送される。

## 放送時間
最終水曜日 20:05 - 21:30
- 『きらめき歌謡ライブ』を差し替えて本番組を放送する。
- 20:55 - 21:05はニュース・気象情報により中断する。

## レギュラー出演者
パーソナリティ
- コロッケ（『歌謡笑劇団』座長）
- 一龍斎貞鏡（2015年4月放送分より新メンバーとして参加）

過去のレギュラー
このメンバーはコロッケとともに『歌謡笑劇団』の「愛のドレミファ3人組」として2015年3月放送までレギュラーを担当した。
- 瀬口侑希（“さすらいの歌姫”）
- 山岡秀明（“アコーディオン男爵”）

## 主なコーナー
コロッケ ミュージックトーク
当日出場するゲスト歌手・演奏家のこれまでに歌った代表曲を自ら歌ったり、演奏するとともに、その歌手・演奏家とコロッケによるトークコーナー。
ごきげんイチオシ!歌手名鑑
今後活躍が期待される歌手・演奏家をゲストに迎える「ミュージックトーク」の若手版。
千客万来!貞鏡 ごきげん寄席
2015年度から新メンバーに加わった一龍斎貞鏡によるミニ講談コーナーで、当日の生放送・収録が行われる会場の土地柄を織り込んだご当地講談を毎回繰り広げる。
コロッケつれづれ
ラジオではリスナーからお便りを募集しており、コロッケが投稿を紹介しながらそれを基にトークを展開するためNHKのラジオバラエティ番組で唯一の『ふつおた（普通のお便り）コーナー』として位置づけられている。

### 過去のコーナー
ラジオ!ドレミファ3人組
テレビ「愛のドレミファ3人組」をラジオでやってみようというコーナー。テレビでは結婚期間が長い夫婦の自宅を訪ねてプライベートプレゼントの形式で行うが、ラジオでは瀬口が収録会場のステージ上で収録に来た観客向けに山岡のアコーディオン演奏で歌う。